# 阿拉丁 (動畫影集)
《阿拉丁》是美國1994年到1995年由華特迪士尼電視所製作的动画剧集，是繼1992年同名電影關聯作品《賈方復仇記》後的衍伸作品，於1994年2月6日至1995年11月25日播映，全86集。

## 作品概要
在賈方復仇記結束後，阿拉丁現在住在皇宮裡，並與美麗又勇敢的茉莉公主訂婚。現在拉丁（Al）與茉莉一起去面對巫師、怪物、盜賊還有其他等等的冒險。並受到猴子搭檔阿布、動畫魔毯和行動快速的精靈的幫助，喜愛時髦又愛抱怨的賈方的寵物鸚鵡艾格，他現在是個反英雄。賈方本人並沒有出現在本系列裡，因為他在第2部電影裡就死掉了。

## 登場人物
- 阿拉丁（Aladdin）英語配音：史考特·溫格、國語配音：李勇

本作的主角。愛稱：拉丁（豆丁）（Al）。
- 茉莉公主（Princess Jasmine）英語配音：琳達·賴金、國語配音：王華怡

蘇丹國王的獨生女。
- 精靈（Genie）英語配音：丹·卡斯泰蘭尼塔、國語配音：杜德勳
- 艾格（Iago）英語配音：吉伯特·加德弗萊、國語配音：姜先誠
- 阿布（Abu）英語配音：法蘭克·維爾克
- 魔毯（Magic Carpet）
- 伊登（Eden）英語配音：黛比·戴瑞貝瑞、國語配音：林芳雪
- 丹妮（Dandhi）英語配音：黛比·戴瑞貝瑞、國語配音：林芳雪
- 阿比莫（阿士旄）（Abis Mal）英語配音：傑森·亞歷山大
- 哈魯哈齊賓（夏果）（Haroud Hazi Bin）英語配音：詹姆斯·艾維瑞

阿比莫的手下。
- 樂雅（Rajah）英語配音：法蘭克·維爾克

茉莉的巨大寵物老虎。
- 拉索（Razoul）英語配音：吉姆·康明斯、國語配音：沈光平

阿格拉巴城的國王的侍衛隊長，從阿拉丁是街頭小混混開始，就不喜歡他。
- 哈金（Hakim）英語配音：法蘭克·維爾克、國語配音：雷威遠

拉索的一位個子較瘦的部下。
- 蘇丹國王（The Sultan）英語配音：瓦爾·貝丁、國語配音：佟紹宗

阿格拉巴的國王。茉莉的父王。
- 奧瑪（Omar）英語配音：、國語配音：

阿格拉巴城的一個攤販。
- 默克（Merc）英語配音：多里安·哈伍德

追捕某怪鯊魚的船長。在阿拉丁和大盜之王裡有參加阿拉丁與茉莉的婚禮。
- 瑪加納（Machana）

可以治療精靈疾病的人物，不過實體卻是一隻蟑螂。
- 法斯洪（Fashoom）

法沙的哥哥，因為作怪被弟弟法瑟用法術封印。
- 法瑟（沙蘇）（Phasir）英語配音：愛德·吉爾伯特、國語配音：胡立成

一位可以看見被選中者未來的智者，他曾經與米拉是一對戀人。
- 安高犘王子（Prince Uncouthma）英語配音：蒂諾·英薩納

來自奧地法魯的王子。在阿拉丁和大盜之王裡有參加阿拉丁與茉莉的婚禮。
- 阿亞阿格歐（愛因雅高）（Ayam Aghoul）英語配音：漢米爾頓·甘普、國語配音：姜先誠

他的名字來自於食屍鬼。
- 波斯可（波斯高）（Bosco）

阿格拉巴城的人民。
- 阿莫蒙拉（Amok Mon-Ra）英語配音：提姆·柯瑞

被艾格放出來的千年魔鬼。
- 莎蒂娜（Sadira）英語配音：凱莉·馬丁

沙女巫。在阿拉丁和大盜之王裡有參加阿拉丁與茉莉的婚禮。
- 莎卡塔（Shakata）

古老的沙女巫。
- 樂琪莉（Razili）

古老的沙女巫。
- 法莉達（Farida）

古老的沙女巫。
- 希普蘇蒂絲女王（Queen Hippsodeth）英語配音：凱蒂·穆爾格魯

加利芬人的統治者。
- 史嘉拉（Scara）英語配音：蘇珊·托爾斯基

希普蘇蒂絲女王手下的一個戰士。
- 木可塔（武特）（The Mukhtar）英語配音：約翰·凱薩、國語配音：沈光平

狩獵精靈的獵人。
- 亞希阿基比萊（Ajed Al Gebraic）英語配音：強納森·哈里斯

精靈的舊主人。
- 華千（Waheed）

偷東西的小偷，像極了以前的阿拉丁一樣。
- 法路（Farouk）

一個水果攤販。
- 阿摩（Amal）

阿拉丁年幼時的朋友，有一天他不見了，數年後阿拉丁發現原來他被米拉變成艾卡迪。
- 艾卡迪（El Khatib）

靠黑影維生的怪物。
- 米拉（美蘿拉）（Mirage）英語配音：碧碧·紐華斯、國語配音：崔幗夫

外表長得像埃及神明的女巫。
- 石魯柏格（Slumbergath）

守護某個讓人昏昏欲睡的音樂盒的怪物。
- 莫忍拉（Mozenrath）英語配音：強納森·布蘭迪斯→傑夫·班奈特、國語配音：于正昇

一位巫師，最期望能抓到阿拉丁身邊的精靈。
- 賽西斯（Xerxes）英語配音：法蘭克·維爾克、國語配音：姜先誠

莫忍拉的寵物。
- 沙朗多（Zorasto）英語配音：、國語配音：沈光平

一個使用時間暫停魔法的強盜的首領。
- 雷蒙騎兵隊成員1（Riders of Ramond's Number1）英語配音：、國語配音：沈光平
- 雷蒙騎兵隊成員2（Riders of Ramond's Number2）英語配音：、國語配音：姜先誠
- 卡爾多（Khartoum）英語配音：、國語配音：沈光平

莫忍拉召喚出來的一位受困百年的巫師。
- 伊瑟洛（Ethereal）英語配音：、國語配音：馮友薇

一位來阿格拉巴城進行審判的先知。
- 丹蒂（Tanti）英語配音：、國語配音：

住在阿格拉巴城的小男孩，他的家人還有一位母親。
- 法珀（Farabu）英語配音：、國語配音：王華怡

影子世界的守門人。
- 沙希（Shahib）英語配音：、國語配音：

阿格拉巴城的一位攤販。
- 影子阿拉丁（Shadow Aladdin）英語配音：史考特·溫格、國語配音：李勇

阿亞的影子偷走的阿拉丁的影子後變成的邪惡影子。
- 詹巴國王（King Zahbar）英語配音：、國語配音：姜先誠

美斯美利亞國的國王。
- 黛露卡皇后（Queen Deluca）英語配音：、國語配音：崔幗夫

美斯美利亞國的皇后。
- 三兄弟（Three Brothers）英語配音：、國語配音：沈光平、姜先誠、楊少文

黛露卡皇后的哥哥們。

## 故事集數
總共86個故事。在另外一個影音產品，阿拉丁和大盜之王前結束。在之後於1998年11月24日最後一次以客串登場。在大力士 (1998年動畫影集)裡出現。這故事叫「天方夜譚」（Arabian Nights）。所以這系列總共有86集加3部電影外加1個客串。

## 獎項
日間艾美獎
- 1995 – 卓越的音樂和作曲 – 馬克·華特斯（Mark Watters）、約翰·吉芬（John Given）、哈維·柯恩（Harvey Cohen）、卡爾·強森（Carl Johnson）與湯瑪斯·理查·夏普（Thomas Richard Sharp）(榮獲)
- 1995 – 卓越的影片音效混音 – 提摩西·J·嘉里蒂（Timothy J. Garrity）、梅麗莎·艾里斯（Melissa Ellis）、黛比·阿戴爾（Deb Adair）、比爾·凱普尼克（Bill Koepnick）、吉姆·霍德遜（Jim Hodson）與提摩西·波奎茲（Timothy Borquez）(榮獲)
- 1995 – 卓越的影片音效剪輯 – 約翰·O·魯賓遜三世（John O. Robinson III）、麥可·蓋斯勒（Michael Geisler）、馬克·S·珀爾曼（Marc S. Perlman）、威廉·葛利格斯（William Griggs）、梅麗莎·艾里斯、雷·李奧納德（Ray Leonard）、菲利斯·金納（Phyllis Ginter）、麥可·哥隆（Michael Gollom）、提摩西·波奎茲、湯姆·傑格（Tom Jaeger）、查爾斯·萊契華爾斯基（Charles Rychwalski）、葛雷格·拉普蘭特（Greg LaPlante）、肯尼斯·楊（Kenneth Young）、珍妮佛·默坦斯（Jennifer Mertens）、羅伯特·杜蘭（Robert Duran）、比爾·凱普尼克、吉姆·霍德遜與亞歷克斯·威爾金森（Alex Wilkinson）(榮獲)
- 1996 – 卓越的影片音效混音 – 特別類 – 麥可·吉隆（Michael Jiron）、艾倫·L·史東（Allen L. Stone與）黛比·阿黛爾(榮獲)

## 外部連結
- 迪士尼台灣 阿拉丁

（页面存档备份，存于）
- 阿拉丁官方網站 （页面存档备份，存于）
- 阿拉丁官方的Facebook專頁
- 互联网电影数据库（IMDb）上《阿拉丁》的资料（英文）
- 大卡通上《迪士尼的阿拉丁》的資料